# Jonas Wängestam
Jonas Lennart Wängestam, född 6 november 1959, är en svensk konstnär, feng shui-konsult, zenbuddhist och konstlärare.
Wängestam studerade vid Vårdinge folkhögskolas estetisk linje 1977-1978, Grundskolan för konstnärlig utbildning 1980-1981, Gerlesborgsskolan i Stockholm 1985-1987 samt Konsthögskolan i Umeå 1987-1992. Han har deltagit i utställningar på bland annat Bildmuseet i Umeå 1987-1992, Ahlbergshallen i Östersund 1988, Konstnärshuset i Stockholm 1992, Gerlesborgs konsthall 1993 och i utställningen En var på Kulturhuset i Stockholm 2004 samt ett flertal gånger i Höstsalongen på Värmlands museum. 
Han har varit gästlärare i bild på bland annat Folkuniversitetet 1992-1995, Skövde konstskola 1992, Kyrkeruds folkhögskola 1991-1994 och Grafikskolan i Stockholm 2002-2004.	
Wängestam har tilldelats Konstnärsnämndens arbetsstipendium 1994 och Christian Erikssons ateljéstipendium 1997 och 1999.
Bland hans offentliga utsmyckningar märks Postens personalmatsal i Umeå 1988, Universum på Umeå universitet 1990, Scalateaterns foajé i Karlstad 1994 och Hallonbergsskolan i Sundbyberg 1998.
Wängestam är representerad i Landstinget i Värmland och Statens konstråd.
Som Feng Shui konsult har han samarbetat med Hälsobutiken i Karlstad. Han var skådespelare och klippassistent i filmen Kaffe och svikna drömmar.